# 吉村豊文
吉村 豊文（よしむら とよふみ、1905年8月19日 - 1990年11月25日）は、日本の地球科学者。専門は鉱物学・鉱床学。奈良県生まれ。

## 経歴
旧制第一高等学校理科甲類を経て、東京帝国大学理学部鉱物学科へ入学し、1928年3月に卒業。同年5月東京帝国大学助手となる。1933年1月北海道帝国大学助教授として赴任。1939年9月以降は、鉱産局・地質調査所・鉄鉱局に勤務。1942年3月九州帝国大学教授となり、1969年3月に定年退職。その間1962～1964年理学部長を務める。1962～1964年日本鉱物学会会長。1975年勲二等旭日重光章。「加蘇鉱山マンガン鉱床の鉱物学的研究」により、1939年東京帝国大学より理学博士の学位を取得。

## 業績
生涯にわたって一貫して日本におけるマンガン鉱床の成因と、産出する鉱物の研究に力を注いだ。特に初期の頃、栃木県加蘇鉱山のマンガン鉱床を精査し、種々の新産鉱物を記載したことは、日本におけるマンガン鉱床の記載的研究の嚆矢とされる。この研究により、日本地質学会から日本地質学会賞を受賞。九州大学に移ってから、研究対象は全国のマンガン鉱床に及び、膨大な記載データを纏めて出版した。またこのほかに、1934年に北海道轟鉱山から轟石（Todorokite）、1936年に北海道手稲鉱山から手稲石（Teineite）という2種の新鉱物を発見している。この研究に対し日本鉱物学会から櫻井賞が贈られた。
1961年に岩手県野田玉川鉱山で発見された新鉱物、吉村石 (Yoshimuraite・(Ba,Sr)2Mn2TiO(Si2O7)(P,S,Si)O4(OH)) は、吉村の業績を顕彰するために命名されたものである。

## 主な著書
- 吉村豊文・望月勝海『鉱物学入門』、1949年、古今書院。
- 吉村豊文『日本のマンガン鉱床補遺、前編：マンガン鉱床総説』、1967年、吉村豊文教授記念事業会。
- 吉村豊文『日本のマンガン鉱床補遺、後編：日本のマンガン鉱床』、1969年、吉村豊文教授記念事業会。